# 太陽のかけら (2007年の映画)
『太陽のかけら』（たいようのかけら、西：Déficit）は、2007年に製作されたメキシコ映画。ガエル・ガルシア・ベルナル初監督作品。

## キャスト
- クリストバル：ガエル・ガルシア・ベルナル
- エリサ：カミラ・ソディ
- ドロレス：ルス・シプリオータ
- アダン：テノッチ・ウエルタ・メヒア
- フェルミン・マルティネス
- メイファー：アナ・セラディーリャ